# Alejandro de Vendôme
Alejandro de Borbón-Vendôme (en francés: Alexandre de Vendôme), conocido como el "Caballero de Vendôme" (19 de abril de 1598-Vincennes, 28 de febrero de 1629), era el prior en Francia de los Hospitalarios de la Orden de San Juan de Jerusalén.

## Vida
Alejandro de Vendôme es el segundo hijo ilegítimo del rey Enrique IV y Gabrielle d'Estrées. Desde su nacimiento hasta su muerte, ocupó el cargo de gobernador de Caen y se convirtió en minoría en la Orden de San Juan de Jerusalén en 1604.
El rey Luis XIII decide enviar una embajada a Roma para ver al Papa Pablo V, al año siguiente a su mayoría, en octubre de 1614. Elige a su medio hermano Alejandro de Vendôme para dirigir esta embajada.
En 1626, junto con su hermano César y su medio hermano Gaston d'Orléans, Alejandro de Vendôme participó en la Conspiración de Chalais, dirigida contra el Cardenal Richelieu que era el primer ministro del rey Luis XIII. Detenido, fue encarcelado en Amboise, luego en Vincennes, donde murió en 1629.